# بورتريه بالداساري كاستيليوني
بورتريه بالداساري كاستيليوني، هي رسم زيتي تعزى للفنان الإيطالي من عصر النهضة العليا رفائيل رسمت في عامين 1514-1515. تعتبر هذه اللوحة إحدى أعظم البورتريهات التي رسمت في عصر النهضة، ولها تأثير دائم. تمثل اللوحة الديبلوماسي الإيطالي صديق رفائيل بالداساري كاستيليوني، والذي اعتبر مثالاً جوهرياً على سادة النهضة.
رسم رفائيل هذا البورتريه لعلاقة الصداقة التي كانت تربط بينه وبين كاستيليوني. فقد كانا صديقين مقرّبين بحلول عام 1504، حينما زار كاستليوني أوربينو للمرة الثانية، حينئذ كان رفائيل قد بدأ يكتسب شهرة واعترافاً بفنه.
عام 1505، كلّف غيدوبالدو مونتيفيلترو رفائيل برسم صورة هنري السابع ملك إنجلترا؛ سافر كاستيغليوني إلى إنجلترا لعرض اللوحة على الملك.
من الممكن أن يكون كاستيغليوني قد قدّم في وقت لاحق استشارة علمية لرفائيل في لوحته مدرسة أثينا.
ربما كان لبورتريه بالداساري كاستيليوني هدفاً عملياً وحميمياً. فقد ترك ساتيليوني عائلته عندما ذهب إلى روما، وكتب قصيده تخيّل فيها زوجته وابنه يجتمعان في الصورة معه أثناء غيابه.
التكوين هرميّ. وهي إحدى لوحتين اثنتين من لوحات رافائيل المرسومتان على قماش (كانت تعتبر أنها مرسومة أصلاً على لوحة من الخشب، ثم نقلت فيما بعد إلى قماش.). النسخ التي أنتجت في القرن السابع عشر تظهر يديّ كاستيليوني كاملتين، ما يشير إلى احتمالية اقتطاع بضعة إنشات من الصورة من الأسفل. (في تاريخٍ لاحق، قرر الباحثون أن اللوحة لم تقتطع). كاستيليوني جالس والخلفية وراءه أرضية، ويرتدي صدرة ضيّقة داكنة اللون مزينة بفرو السنجات وشريط أسود، وعلى رأسه عمامة. تشير الملابس إلى أن الرسم تمّ خلال فصل الشتاء، ومن المرجح أن ذلك كان عامي 1514-1515، عندما كان كاستليوني في روما مبعوثاً من قبل غيودوباللديو دا مونتيفلترو إلى ليو العاشر.

## أعمال مستلهمة من بورتريه بالداساري كاستيليوني

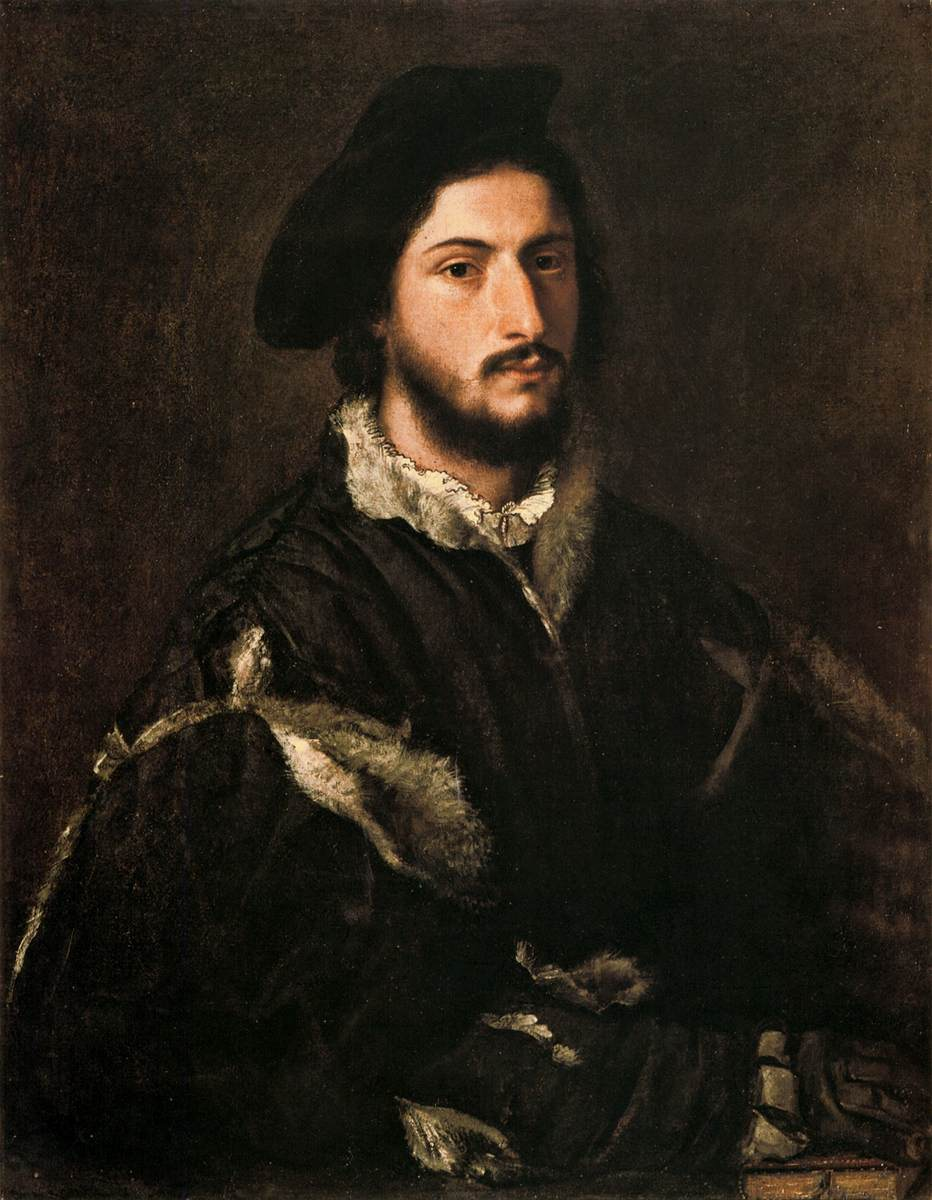
تيتيان، "بورتريه رجل (توماسو موستي)"، 1520.
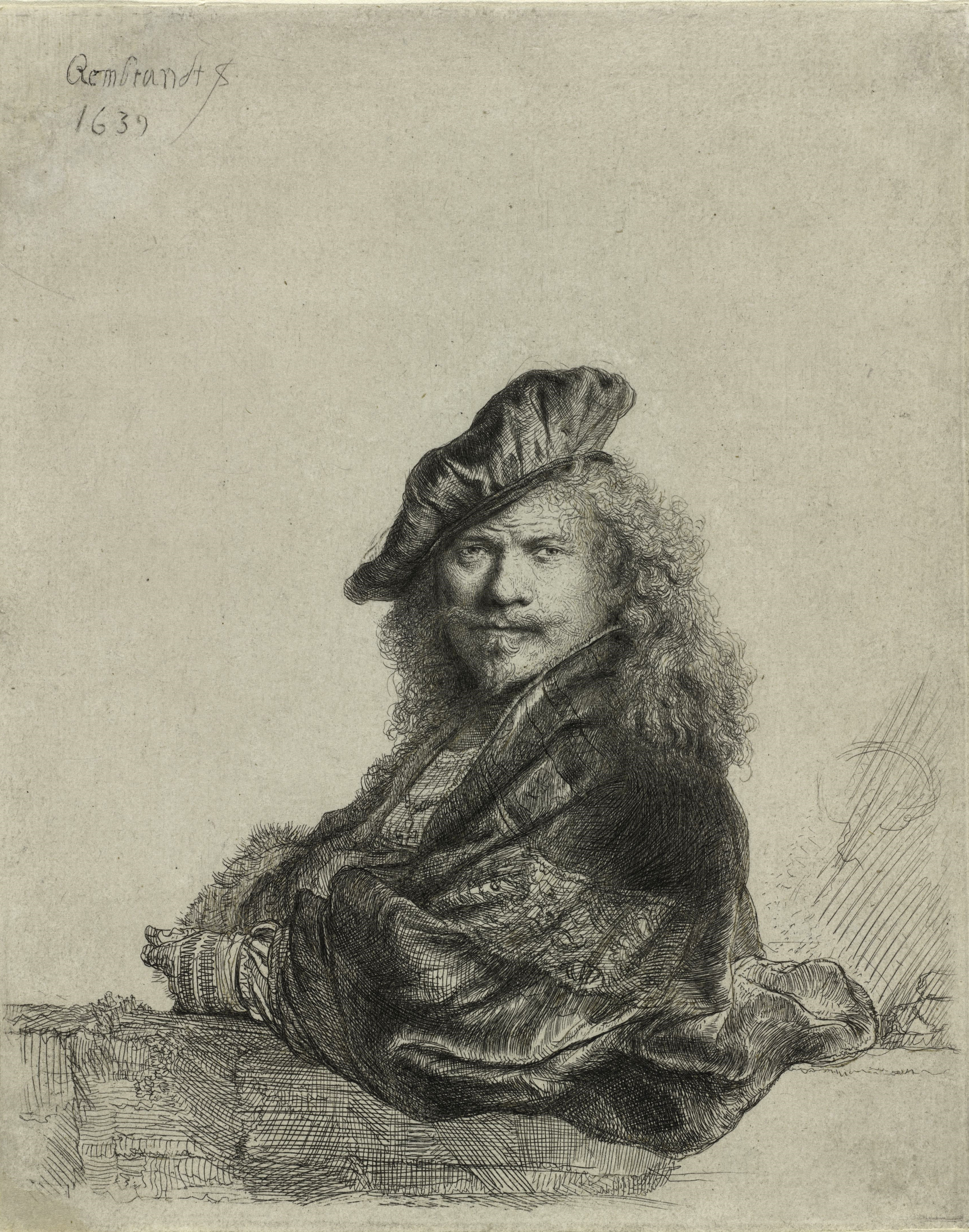
رامبرانت، "صورة ذاتية مائلة على عتبة حجرية"، نقش، 1639.
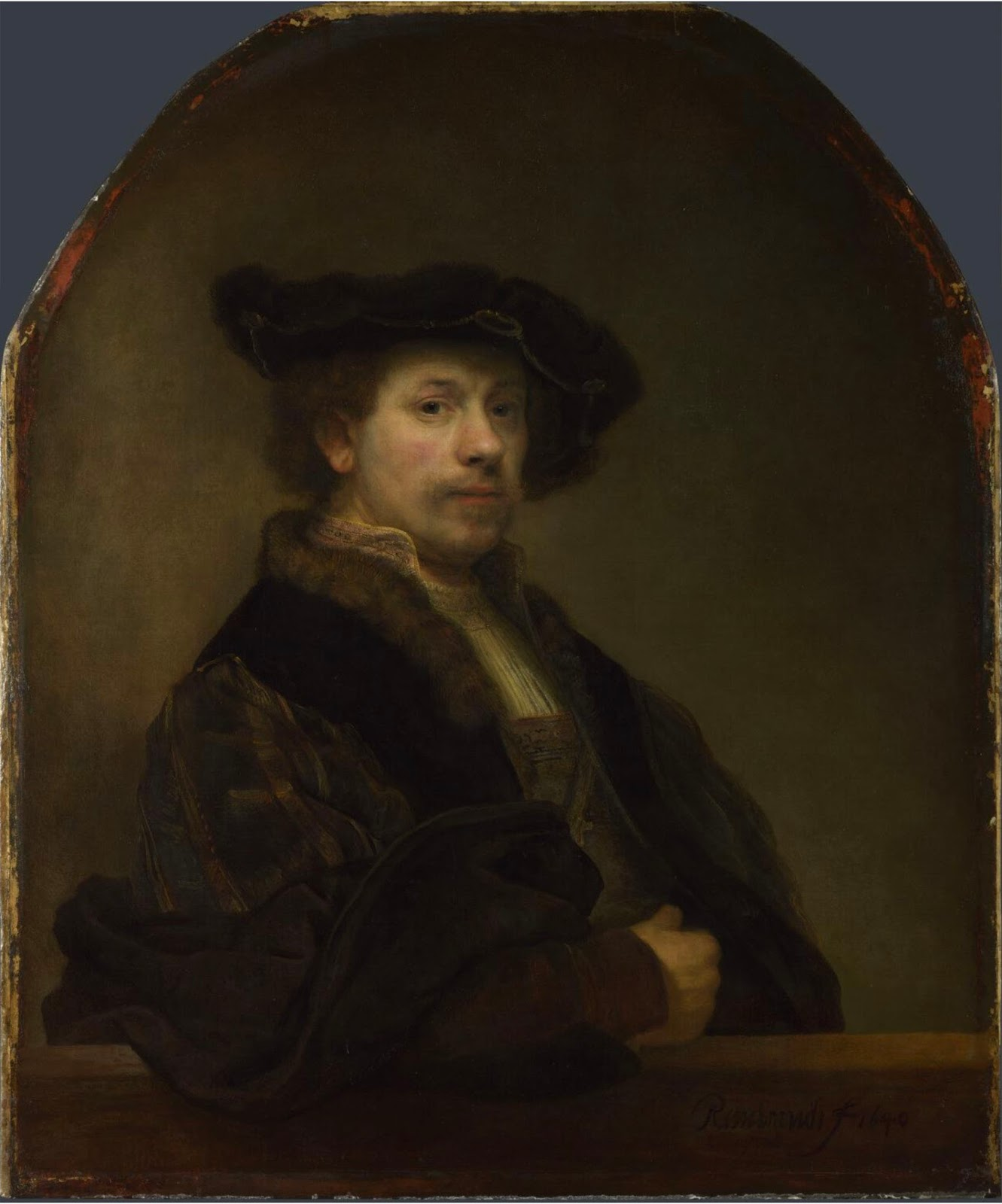
رامبرانت، صورة ذاتية، 1640.
رامبرانت، صورة ذاتية مع قلنسوة وياقة مطرزة، 1659. صورة ذاتية أخرى لرامبرانت تظهر تأثير لوحة كاستيليوني.[9]
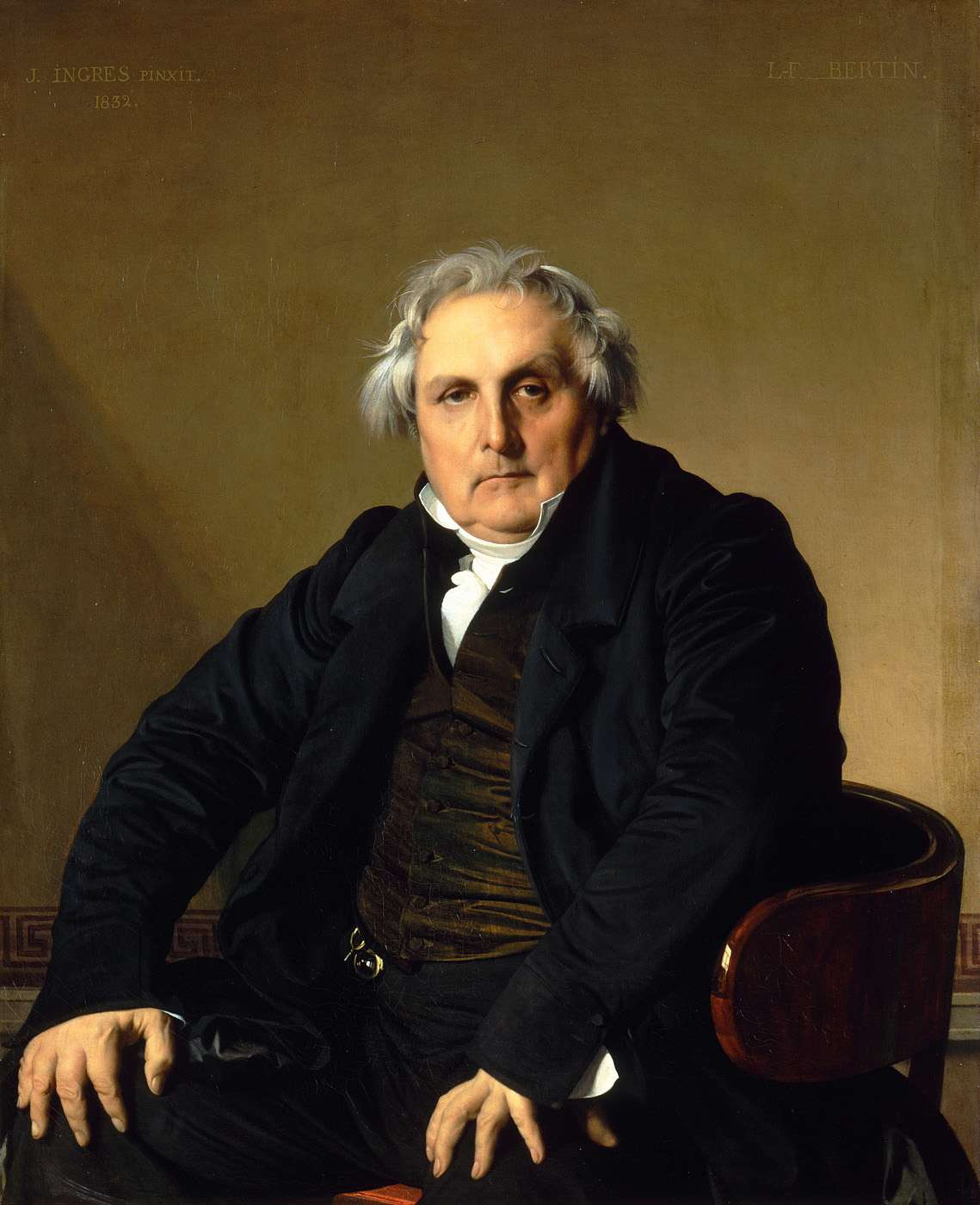
جان أوغست دومينيك إنغرس، بورتريه السيد بيرتين, 1832.